# Ludwig Mooser

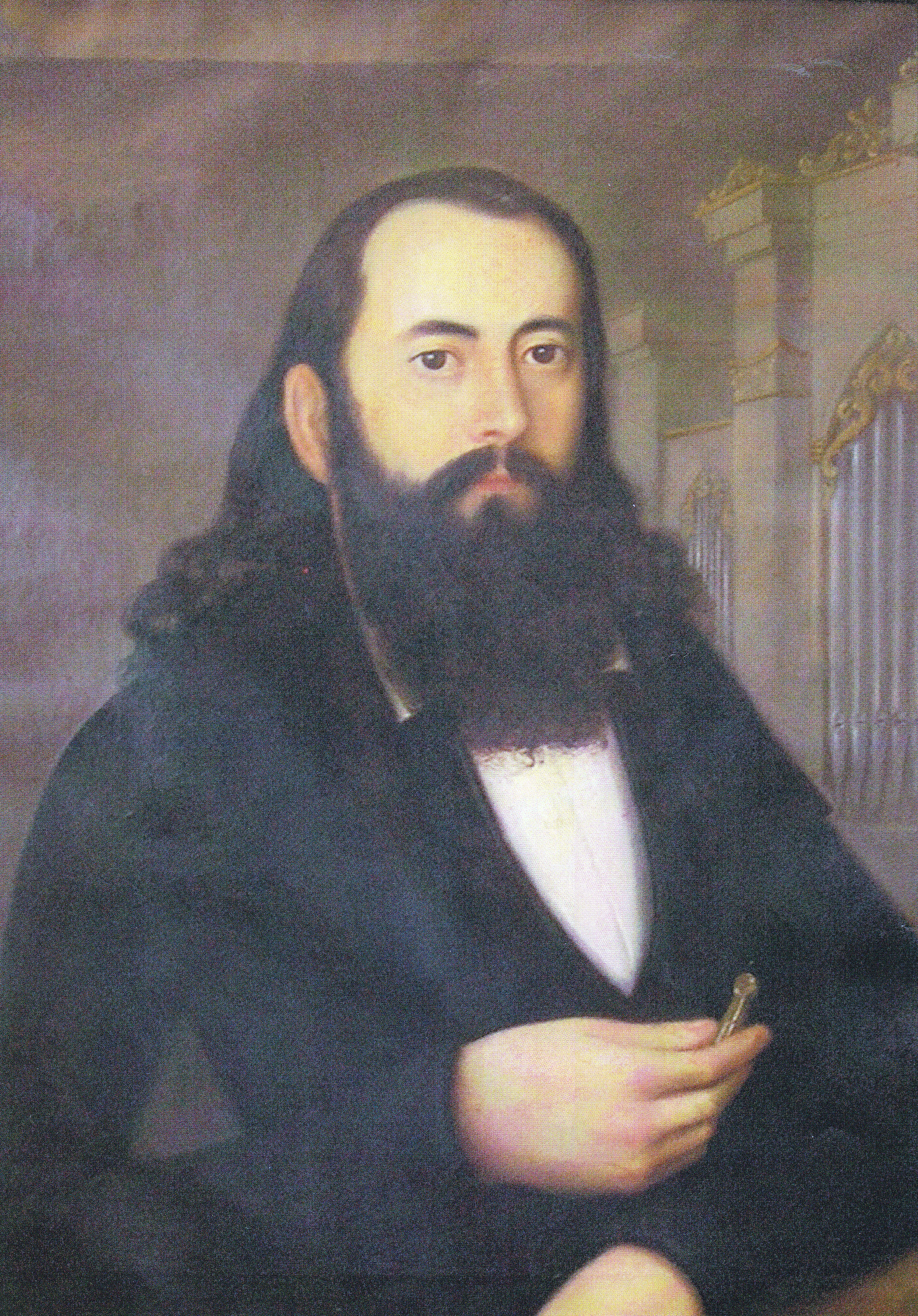
Porträt Ludwig Mooser
vermutlich von Sebastian Stief

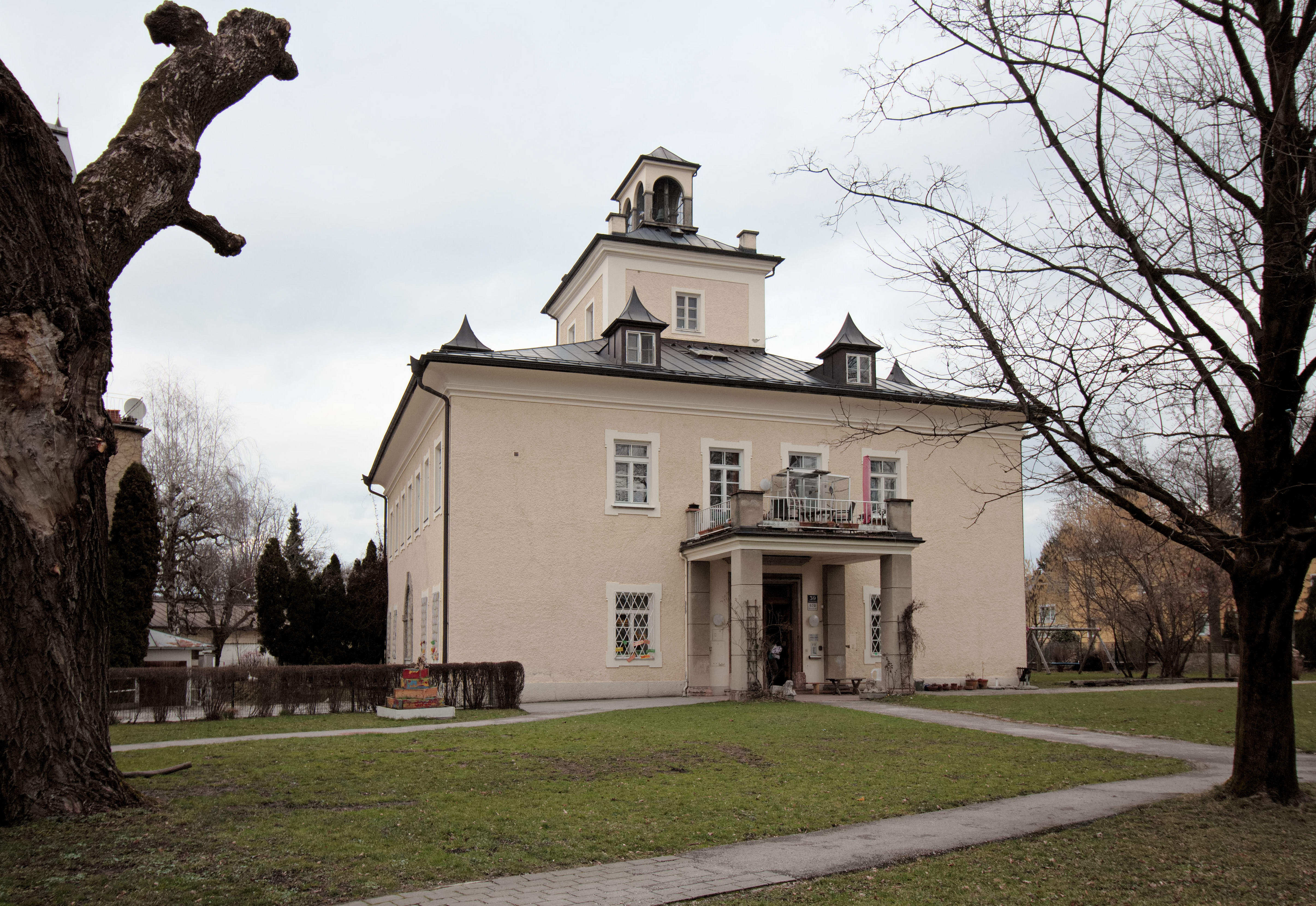
Salzburger Werkstätte Moosers in der Villa Haimerle

Ludwig Mooser (* 30. Jänner 1807 in Wien; † 22. Mai 1881 in Eger) arbeitete in Salzburg und Ungarn als Orgel- und Klavierbauer. Er unterschrieb vor 1845 mit Louis Mooser, in Ungarn scheint er als Lajos Mooser auf. In wenigen Publikationen wurde sein Familienname nicht korrekt, nämlich Moser, wiedergegeben.

## Leben
Ludwig Mooser war Sohn des Orgel- und Klavierbauers Peter Anton Mooser, der als Erfinder des platzsparenden „Winkelfortepianos“ gilt. Als 15-jähriger Lehrling bei seinem Vater erlebte Ludwig Mooser 1823 den Tod desselben. Daraufhin zog er in die Steiermark und nach Kärnten, 1826 nach Salzburg. Nach Anfangserfolgen als Orgelbauer in Salzburg erhielt er den Auftrag, die Salzburger Domorgel zu sanieren, entschied sich aber eigenmächtig während der Arbeiten für einen kompletten Neubau. Als ihm dann der von ihm geforderte fünffache Betrag für diesen nicht ausbezahlt wurde, musste er 1845 Konkurs anmelden. Danach konnte er erst allmählich wieder wirtschaftlichen Aufstieg verzeichnen, Indiz dafür ist der Umstand, dass er z. B. jährlich durchschnittlich zwei Dutzend neue Pianos ausliefern konnte.

## Arbeitsweise und Werkstätte
Mooser hatte seine Werkstätte in einem großzügigen Anwesen mit der Anschrift Froschheim 12, das seinerzeit Villa Haimerle genannt wurde und, damals näher als heute, unweit der Salzach liegt. Diese Villa war 1685 von Giovanni Gaspare Zuccalli als Schloss errichtet worden und trug ursprünglich die Namen Schloss Schöneck und Caspisschlössl; heute sind darin ein Pfarramt und ein Kindergarten untergebracht. Zur Villa Haimerle gehörte auch eine Schiffsanlegestelle an der Salzach, von der aus Mooser Orgeln verschiffte. Einen Bahnanschluss, nämlich mit der Elisabethbahn, erhielt Salzburg im Jahr 1860. Der Salzburger Bahnhof, mit Anlagen für den Güterverkehr, war nur wenige hundert Meter von Moosers Werkstätte entfernt, sodass er dann verkehrsgünstig Orgeln per Bahn verschicken konnte.
József Angster, der später gerühmte ungarische Orgelbaumeister, machte auf seinen Wanderjahren, bei seiner Heimkehr aus Paris am 12. September 1866 auch Station in Salzburg. Zuerst besuchte er eine Orgelbau-Werkstatt im Fünfhaus (sicherlich Georg Barfuß), fand dort aber nur einen Arbeiter vor. Dann ging Angster weiter „zum berühmten Mooser, der wohnte weit weg am Ende eines Vorortes“, aber der arbeitete gerade in Ungarn. Seine Tochter Josefa, die in Abwesenheit ihres Vaters die Werkstatt leitete, konnte ihm auch keine Arbeit geben. Angster sah sich dann lediglich die Fabrik an, wo nicht mehr als zehn Leute arbeiteten. In der Vorstadt Mülln (offenbar bei Johann Nepomuk Carl Mauracher im Aiglhof) erlebte er ähnliches; „In Salzburg fünf Orgelbauer, und keine Arbeit“ – schrieb Angster resigniert in sein Tagebuch.
Beim klanglichen Aufbau seiner Orgeln hatte Mooser, zumindest sind diese in Altheim ablesbar, „Materialregeln für seine Register. Die tiefen Pfeifen sind aus Fichtenholz gefertigt. Mit steigender Tonleiter wechselte er auf Fichte mit Eichendeckel und im weiteren Verlauf auf Ahorn mit Eiche. Als zusätzliche Besonderheit setzte Mooser bei den großen Pfeifen Anblaskanten aus Eiche ein.“ Klangliche zeichneten sich seine Instrumente anscheinend durch ihren „freundlichen, milden und hellen Klang der Metallpfeifen“ aus, das „Pleno der Orgel klingt weniger scharf als breit und tragend, was die Hinneigung zum frühromantischen Orgelklang unterstreicht. Die hölzernen Register sind in ihrer klanglichen Wirkung als farbig und füllig zu bezeichnen. Mooser beschriftete üblicherweise seine Pfeifen: die Metallpfeifen tragen gravierte Tonbuchstaben, die Registernamen sind in die jeweils größte Pfeife eingeritzt“.
Moosers Arbeitsweise und die Qualität seiner größeren Instrumente gaben oft Anlass zur Klage. Unter Berufung auf Anton Bruckners Gutachten aus dem Jahr 1855 zum Zustand der 1849 von Mooser erbauten Orgel der Linzer Stadtpfarrkirche meinte z. B. Johann Baptist Schiedermayer jun. am 2. Jänner 1856, der Zustand der Orgel sei „wirklich in diesem Augenblicke ein so jämmerlicher, daß nicht nur bey den in dieser heiligen Zeit öfter stattgefundenen Hochämtern durch das Steckenbleiben der Tasten und des Pedals eine größere Störung herbey geführt wurde, sodaß der Organist die größte Mühe habe das gewöhnliche Segen- und Messlied zu spielen“. Mooser reagierte gekränkt und fand die Erklärung des „gegenwärtigen“ Organisten anmaßend, insbesondere, weil der (= Bruckner) sich „nicht entblödet“ hätte, „mir vis a vis im Prinzip der Orgelbaukunst über mein Werk böswillig zu urteilen“.

## In Ungarn
Im August 1858 reiste Mooser mit acht neuen Orgel nach Ungarn ab, per Schiff, das er extra für diesen Zweck hatte erbauen lassen und das anscheinend von der Anlegestelle, die zur Villa Haimerle gehört hatte, ablegt war. Wegen der vielen Aufträge aus der Donaumonarchie und dem Tod seiner Frau 1863 entschied er sich, mit seinen Söhnen Josef und Karl seine Werkstätte dauerhaft nach Eger (deutsch: Erlau) in Ungarn zu verlegen, während seine Tochter Josefa den Betrieb in Salzburg weiterführen sollte.
Über seine Zeit in Eger ist folgendes zu lesen: „Lajos Mooser ließ sich 1863 in der Stadt nieder, wo er im Lyceum eine Orgelbauwerkstatt hatte. Unter anderem baute er die Orgel der Kathedrale, die im Herbst 1864 fertiggestellt wurde. Vidor Kassai“ (der zwei Jahre mit Mari Jászai verheiratet war) „erwähnte in seinen Memoiren aus den 1860er Jahren, dass in Eger ‚ein Moser oder Moozer war, ein schöner langer weißer bärtiger deutscher Orgelproduzent aus Salzburg.‘ Er baute dann die Orgel der Kathedrale und hatte eine Werkstatt im Lyzeum.“ Er konnte nicht Ungarisch, aber er trug ungarische Kleidung, mochte den Wein von Eger und tanzte zum ungarischen Csárdás. Er war ein fröhlicher alter Mann.“
1863 wurde Mooser ungarischer Staatsbürger, zudem ernannte man ihn zum Ehrenbürger der Stadt Eger. Er schätzte diesen Titel sehr und führte ihn in seiner Unterschrift. Anfangs signiert er in deutscher Sprache: „Ludwig Mooser Orgelbauer zu Salzburg et Ehrenbürger zu Erlau“ (Orgelbauvertrag von Dénesd, 1865). Später mischte er die Sprachen: Mooser Lajos Orgelbaumeister és egri diszpolgar (Angebot für die Rekonstruktion der Orgel der Kathedrale von Eger, 1. März 1881). Er schrieb auch auf Ungarisch, obwohl die Schreibweise nicht perfekt war: Mooser Lajos egész Egri lakos, oder Én vagyok most égés magyar ember, Mooser Lajos Egri diszpolgar („Ich bin ein glühend ungarischer Mann, Mooser Lajos, Ehrenbürger zu Erlau“ - Korrespondenz von Leutschau, 1870er Jahre).

## Ferenc Burgfeld

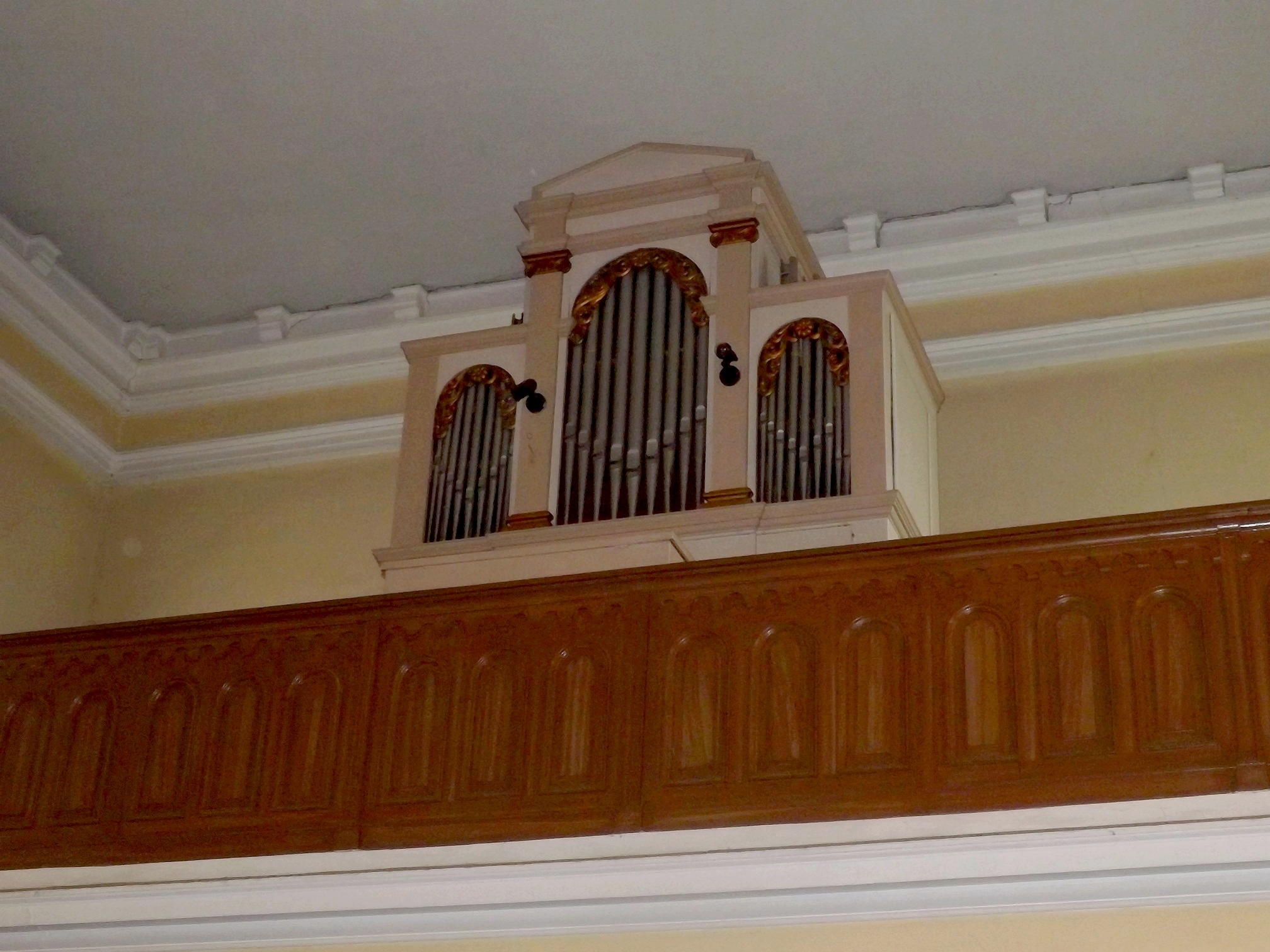
Ferenc Burgfeld-Orgel in Kisújszállás (1899). In der Gestaltung des Orgelgehäuses ist Moosers Einfluss zu erkennen

Am Ende seines Lebens wohnte Lajos Mooser in der sogenannten Hatvaner Vorstadt, im Haus Nr. 221 in Eger. Im Alter verschlechterte sich sein Gesundheitszustand deutlich, besonderes weil er immer mehr Alkoholika trank, wodurch er ertaubte. Bei ihm wohnte auch sein Vorarbeiter mit Familie, der in Salzburg geborene Ferenc Burgfeld. Der alte und kränkliche Meister wurde von Frau Burgfeld versorgt und gepflegt. Am 22. Mai 1881 verstarb Mooser verarmt an Altersschwäche, zwei Tage später begrub man ihn auf dem Friedhof zur „Schmerzensreichen Mutter“ (Hatvaner Friedhof) in Eger.
Ludwig Mooser hat – wahrscheinlich noch zu seinen Lebzeiten – die Orgelbauwerkstatt Ferenc Burgfeld übergeben. Dieser führte sie 25 Jahre weiter und baute in der Gegend in dieser Zeit mehrere Orgeln.
Seine Todesanzeige erschien erst am 5. Juni 1881 in der Sonntagszeitung, der Vasárnapi Újság: „MOOSER LAJOS, in Salzburg geboren, 74 Jahre alt, Orgelmacher, baute die großen und berühmten Orgeln der Basilika von Esztergom und der Kathedrale von Eger, und noch etwa hundertvierzig andere, wodurch er ein gutes Einkommen hatte, lebte zuletzt finanziell ruiniert in Eger und wurde in seinen alten Tage taub.“

## Mooser-Orgel in Sárospatak

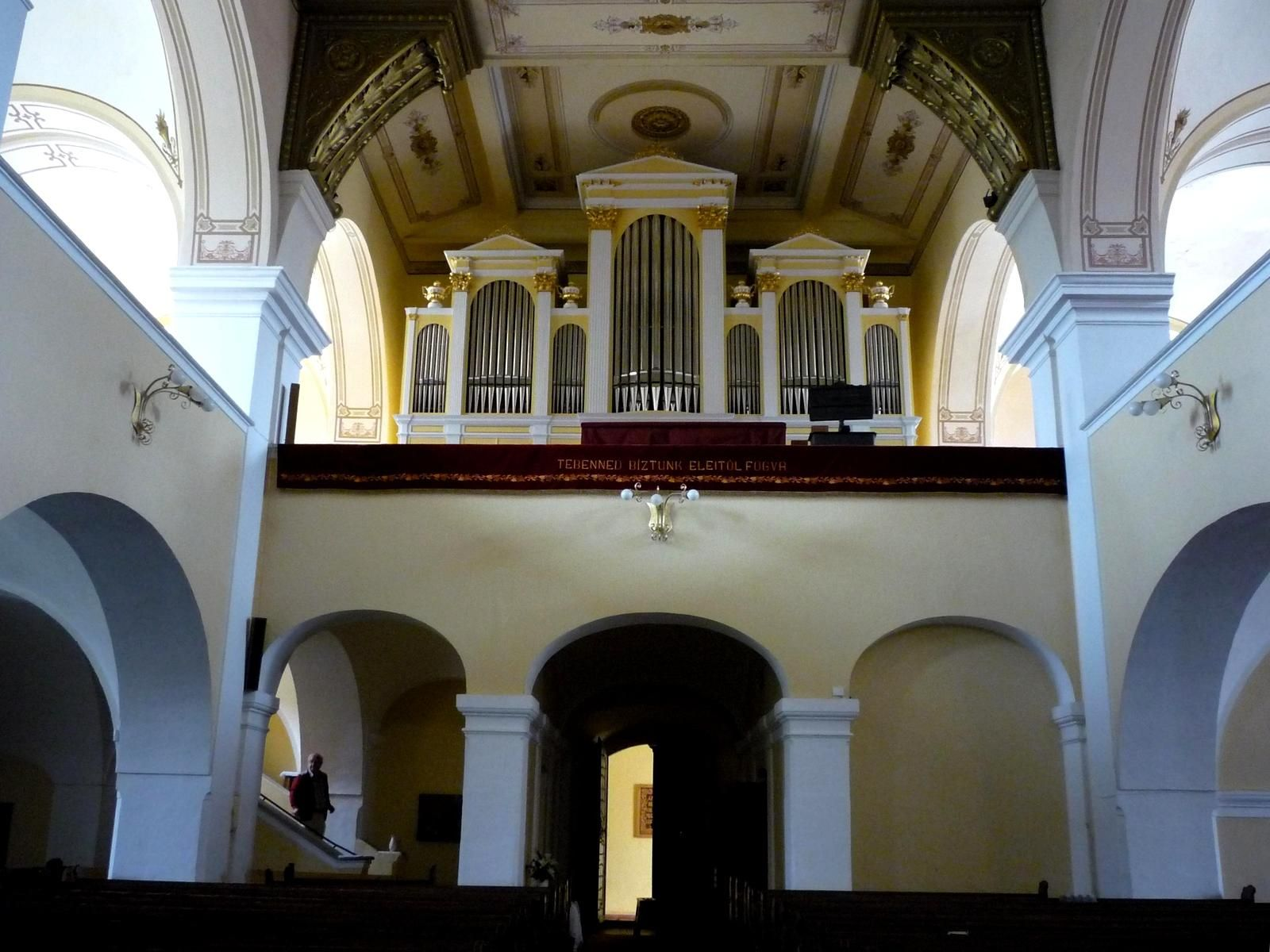
Sárospatak 1871

Diese ist das einzige, praktisch komplett erhaltene Instrument Moosers.
Zwölf Jahre wurde Geld gesammelt, am 18. August 1868 begann der Briefwechsel mit Mooser wegen einer neu zu bauenden Orgel für die reformierte Kirche in Sárospatak. Mooser schlug eine Orgel mit zwei Manualen, Pedal und 24 Registern vor, deren Kosten 6060 Forint betrugen. Das Instrument wurde dann per Bahn nach Sárospatak gebracht und am 4. Juli 1871 fertig übergeben.
Bald traten Fehler und Mängel zutage, hauptsächlich wurden die schwere Spielbarkeit und eine unzureichende Luftversorgung kritisiert; dies führte zu einem Streit zwischen dem Orgelbauer und der Kirchenverwaltung. Mooser versuchte die Fehler zu beheben. An die Tür des Orgelgehäuses schrieb er mit eigener Hand, wie viele Steine auf die Bälge gelegt werden sollten, um einen ordnungsgemäßen Luftdruck zu gewährleisten.
1894 musste die Kirche wegen Einsturzgefahr geschlossen werden. Im folgenden Jahr wurde die Kirchendecke neu aufgebaut, für diese Arbeit wurde die Orgel zur Hälfte abgetragen. Der Orgelbauer József Angster aus Fünfkirchen stellte hernach das Instrument, mit kleinen Veränderungen, wieder auf.
In den 1930er-Jahren wollte man das Instrument einmal verkaufen, es kam aber nicht dazu. Die Orgel wurde bis zum Ende des 20. Jahrhunderts stark abgenutzt, 2005 begannen an ihr umfassende Restaurierungsarbeiten. Am 17. Mai 2009 wurde die Orgel neu eingeweiht.
Die rekonstruierte Disposition:
| I Manual C–f3 |       |
| Principal     | 16′   |
| Bourdon       | 16′   |
| Octav         | 8′    |
| Coppel        | 8′    |
| Quinte        | 6′    |
| Superoctav    | 4′    |
| Flöte         | 4′    |
| Piccolo       | 2′    |
| Cornett III   | 2 ⁄3′ |
| Mixtur V      | 2′    |

| II. Manual C–f3 |       |
| Quintatön       | 16′   |
| Coppel          | 8′    |
| Salicet         | 8′    |
| Viola           | 8′    |
| Gamba           | 8′    |
| Flauta          | 4′    |
| Dolce           | 4′    |
| Cimbel III      | 1 ⁄3′ |

| Pedall C–c1 (25 Töne) |     |
| Principalbass         | 16′ |
| Violonbass            | 16′ |
| Subbass               | 16′ |
| Quintbass             | 12′ |
| Octavbass             | 8′  |
| Bombarde              | 16′ |

Anmerkungen
1. ↑  Ab c0
2. ↑  Ab c2 IV
3. ↑  Transmission des Registers Principal 16′

## Werke
| Jahr      | Ort                                    | Gebäude                                                                | Bild                     | Manuale | Register | Bemerkungen |
| --------- | -------------------------------------- | ---------------------------------------------------------------------- | ------------------------ | ------- | -------- | --- |
| 1835      | Heiligenstadt / Sveto Mesto in Neuhaus | Wallfahrtskirche Heiligenstadt                                         |                          |         |          | |
| 1836      | Salzburg                               | Stiftskirche Sankt Peter                                               |                          |         |          | |
| 1839      | Kirchberg (Gemeinde Klein Sankt Paul)  | Wallfahrtskirche Maria im Moos                                         |                          |         |          | |
| 1839      | Strobl                                 | Pfarrkirche Strobl                                                     |                          | I       | 8        | |
| 1839      | Pischelsdorf am Engelbach              | Pfarrkirche                                                            |                          |         |          | |
| 1839      | St. Georgen am Fillmannsbach           | Pfarrkirche                                                            |                          |         |          | |
| 1840      | Mauterndorf                            | Filialkirche                                                           |                          |         |          | |
| 1841      | St. Gilgen                             | Pfarrkirche                                                            |                          | I/P     | 9        | nicht erhalten. → Artikel: Orgel |
| 1843      | Hallwang                               | Pfarrkirche Hallwang                                                   |                          |         |          | nicht erhalten, seit 2005 Orgel von Orgelbau Pieringer |
| 1844      | Elsbethen                              | Pfarrkirche zur Heiligen Elisabeth                                     |                          |         |          | nicht erhalten, seit 1996 Orgel von Hermann Oettl |
| 1844      | Ostermiething                          | Pfarrkirche                                                            |                          |         |          | |
| 1844      | Salzburg                               | Pfarrkirche St. Andrä                                                  |                          |         |          | nicht erhalten |
| 1842–1845 | Salzburg                               | Salzburger Dom                                                         |                          | III/P   | 60       | Mooser baute das Instrument eigenmächtig um und erweiterte es um 18 Stimmen. In Folge musste er Konkurs anmelden. → Artikel: Orgel |
| 1840/45   | Altheim (Oberösterreich)               | Pfarrkirche St. Laurentius                                             |                          | II/P    | 21       | Mehrmals Umgebaut und 1994 im Stile Moosers rekonzeptioniert. → Artikel: Orgel, →Orgelindex |
| 1845      | Salzburg                               | Blasiuskirche                                                          |                          |         |          | nicht erhalten, seit 1894 Orgel von Albert Mauracher |
| 1845      | Großgmain                              | Pfarr- und Wallfahrtskirche                                            | gezeichnet: Louis Mooser | II/P    | 17       | Die Orgel ist praktisch komplett erhalten. Im Jahr 2000 wurde das Instrument von Johann Pieringer restauriert. → Artikel: Orgel, →Orgelindex |
| 1846      | Lamprechtshausen                       | Pfarrkirche                                                            |                          |         |          | nicht erhalten, seit 2004 Orgel von Fritz Mertel |
| 1846      | Arnsdorf                               | Wallfahrtskirche Maria im Mösl                                         |                          | I/P     | 8        | Das Instrument war 1744 von Andreas Mitterreiter aus Altötting erbaut worden. Franz Xaver Gruber beklagte, dass die Orgel Cornet gestimmt sei. 1846 baute Ludwig Mooser die Orgel um, sie ist in diesem Zustand erhalten. → Artikel: Orgel |
| 1846      | Spital am Pyhrn                        | Stift Spital am Pyhrn                                                  |                          |         |          | |
| 1847      | Eugendorf                              | Pfarrkirche                                                            |                          |         |          | Spätklassizistische Gehäuse mit römischem Zifferblatt erhalten, 1986 neues Instrument durch die Oberösterreichische Orgelbauanstalt eingebaut. |
| 1847      | Nußdorf am Haunsberg                   | Pfarrkirche Nußdorf am Haunsberg                                       |                          |         |          | 1913 verbrannt |
| 1847      | Mauterndorf                            | Friedhofskirche und Filialkirche St. Wolfgang                          |                          |         |          | |
| um 1847   | Siezenheim                             | Pfarrkirche                                                            |                          |         |          | |
| 1848      | St. Pankraz am Haunsberg               | Filialkirche                                                           |                          |         |          | |
| 1848      | Salzburg                               | Erhardkirche                                                           |                          |         |          | Mooser erhöhte die Egedacher-Orgel, indem er einen 95 cm hohen Mittelteil für einen Spielschrank einfügte. Vermutlich musste infolgedessen die Uhr über dem Instrument entfernt werden; nicht erhalten, derzeit Orgel von Helmut Allgäuer → Artikel: Orgel |
| 1848      | Bischofshofen                          | Pfarrkirche                                                            |                          |         |          | nicht erhalten, seit 2000 Orgel von Orgelbau Kögler, St. Florian |
| 1848      | Salzburg-Aigen                         | Pfarrkirche                                                            |                          |         |          | nicht erhalten, seit 1956 Orgel von Dreher & Reinisch |
| 1849      | Linz                                   | Stadtpfarrkirche                                                       |                          | II/P    | 36       | Anton Bruckner kritisierte das Werk in einem Gutachten 1855, s.o. Beim Neubau der Orgel 2002 durch Gerald Woehl wurden Register Moosers übernommen. →Orgelindex |
| 1849      | Untertauern                            | Pfarrkirche Untertauern                                                |                          |         |          | |
| 1849      | Neumarkt am Wallersee                  | Pfarrkirche                                                            |                          |         |          | nicht erhalten, die Orgel baute 1888 Albert Mauracher |
| 1850      | Ebenau                                 | Pfarrkirche Ebenau                                                     |                          | I/P     | 5        | Brüstungsorgel →Orgelindex |
| 1850      | Bergheim/Maria Plain                   | Wallfahrtsbasilika Mariæ Himmelfahrt                                   |                          |         |          | nicht erhalten, seit 1998 Orgel von Westenfelder |
| 1850      | St. Peter am Hart                      | Schloss Hagenau, Schlosskapelle                                        |                          | I/P     | 6        | → Rekonstruktion 2012 |
| 1851      | St. Leonhard (Gemeinde Grödig)         | Filialkirche                                                           |                          |         |          | |
| 1852      | Großarl                                | Pfarrkirche Großarl                                                    |                          |         |          | nicht erhalten |
| 1853      | Linz                                   | Minoritenkirche                                                        |                          |         |          | nur Prospekt erhalten, →Orgelindex |
| 1853      | Vorderstoder                           | Pfarrkirche Vorderstoder                                               |                          | I/P     | 6        | Die Orgel ist komplett erhalten und wurde 1992 restauriert. → Disposition |
| 1853      | Werfen                                 | Pfarrkirche Werfen                                                     |                          |         |          | |
| 1853      | Salzburg-Hellbrunn                     |                                                                        |                          |         |          | Adaptierung der Walzenorgel des Mechanischen Theaters. |
| 1854      | Fót (Komitat Pest)                     | Römisch-Katholische Kirche Unbefleckte Empfängnis                      |                          | II/P    | 13       | Das Orgelgehäuse wurde von Miklós Ybl entworfen (in Ungarn der erste Gehäuseentwurf, der von einem Architekten stammt). Die Orgel, die per Schiff aus Salzburg ankam, erklang erstmals am 17. Dezember 1854. Zwei Jahre später spielte Franz Liszt an ihr. Die Orgel wurde 1973 von der Firma FHVO (Orgelfabrik der Budapester Musikinstrumentenfirma) renoviert und erweitert. |
| 1854–1858 | Kremsmünster                           | Sankt Stefan – Kaplaneikirche Kirchberg                                |                          |         |          | Ursprünglich 1682 von Leopold Freundt aus Passau als Stiftsorgel mit 20 Registern gebaut; 1855 verkauft an die Kaplaneikirche Kirchberg. Für die Adaptierung am neuen Aufstellungsort wurde Mooser beauftragt, der unter anderem dabei ein neues Gehäuse im Stil der Salzburger Domorgel anfertigte.                                                                            |
| 1856      | Kleinarl                               | Pfarrkirche Kleinarl                                                   |                          |         |          | nicht erhalten, seit 1937 Orgel von Dreher & Flamm |
| 1856      | Fuschl am See                          | Pfarrkirche Fuschl am See hl. Erasmus                                  |                          |         |          | Am 10. Juni 1880 verbrannt. →Orgelindex |
| 1854–1856 | Esztergom (Gran)                       | Sankt-Adalbert-Kathedrale                                              |                          | III/P   | 49       | Bau der Orgel im Esztergomer Dom vom 19. September 1854 bis 31. August 1856. Ausstattung mit 49 Register auf drei Manualen und ein Pedal mit 3530 Pfeifen. → Artikel: Orgel |
| 1856      | Kiskunfélegyháza                       | Alte Kirche (r. k. Pfarrkirche)                                        |                          | II/P    | 28       | Gebaut von Mihály Porhoniczky Orgelbauer von Beszterce, Mooser renovierte und erweiterte sie. 1961 erhielt die Kirche eine neue Orgel von József Erdősi und Nándor Gonda. |
| 1857      | Oberndorf bei Salzburg                 | Wallfahrtskirche Maria Bühel                                           |                          | I/P     | 8        | Das 1916 veränderte Instrument wurde 1994/1995 von Fritz Mertel auf den Zustand der Erbauung gebracht. → Artikel: Orgel, →Orgelindex |
| 1857      | Elixhausen                             | Katholische Pfarrkirche Elixhausen                                     |                          | I/P     | 6        | → Orgel |
| 1857      | Szabadszállás                          | Ref. Kirche                                                            |                          | I/P     | 16       | Die origionalen Teile der Orgel wurden von Salzburg per Schiff auf der Donau angeliefert. 1905 erfolgte ein Umbau durch der budapester Filiale der Orgelfabrik Rieger. |
| 1858      | Ramingstein                            | Pfarrkirche Ramingstein                                                |                          |         |          | nicht erhalten |
| 1858      | Kirchberg-Thening                      | Evangelische Kirche im Feld                                            |                          |         |          | |
| 1859      | Surheim                                | Pfarrkirche                                                            |                          |         |          | |
| 1859      | Polgár                                 | Kirche Mariä Himmelfahrt                                               |                          | II/P    | 31       | Die Orgel wurde im Zweiten Weltkrieg zerstört, die heutige zweimanualige, 26 stimmige Instrument hat 1974 József Erdősi – nach den Plänen von József Tóth – gebaut. |
| 1860      | Kecskemét                              | Franziskanerkirche St. Nikolaus                                        |                          | II/P    | 21       | 1928 von József Angster einer pneumatischen Orgel umgebaut, 2010 renoviert und erweitert. |
| Um 1860   | Sajóvárkony (Ózd)                      | Hl. Michael-Kirche                                                     |                          | 2/P     | 11       | Renoviert im Jahr 2016 |
| 1861      | Karanac (Kroatien)                     | Ref. Kirche                                                            |                          | I/P     | 10       | Die Orgel wurde im frühen 20. Jahrhundert repariert, aber viele Pfeifen wurden während des Ersten Weltkrieges requiriert. Die seit Jahrzehnten unbrauchbare Orgel wurde 2006 komplett renoviert. |
| 186?      | Galanta                                | Pfarrkirche St. Stephan                                                |                          | I/P     |          | Die mechanische Orgel wurde von Konštantín Bednár Orgelbauer von Preßburg 1926–1932 als pneumatisches Instrument umgebaut. 1991 wurde sie abgerissen, heute ist nur noch der Orgelschrank übrig. |
| 1862      | Lessach                                | Pfarrkirche                                                            |                          |         |          | |
| 1864      | Eger (Ungarn)                          | Kathedrale                                                             |                          |         |          | → Hauptorgel |
| 1865      | Söllheim                               | Filialkirche                                                           |                          |         |          | |
| 1865      | Dunajská Lužná                         | Jánošíková                                                             |                          | II/P    | 12       | |
| 1866      | Karcag                                 | Ref. Kirche                                                            |                          | 2/P     | 30       | Die Orgel hatte ursprünglich 17 Register, 1906 von János Soukenik umgebaut und erweitert. Zur Zeit unspielbar. |
| 1866      | Somorja / Šamorín                      | Kath. Pfarrkirche                                                      |                          | II/P    |          | |
| 1867      | Krakau (Steiermark)                    | Pfarrkirche Krakauebene                                                |                          | I/P     |          | |
| 1869      | Târgu Mureș                            | Pfarrkirche St. Johannes der Täufer                                    |                          |         |          | |
| 1869      | Pétervására                            | Pfarrkirche St. Martin (volkstümlich als „zweitürmige Kirche“ genannt) |                          | II/P    | 16       | Die Einweihung der Orgel fand am 22. Juni 1869 statt. In der Zeitschrift EGER ist zu lesen, dass sie der „örtliche Kaplan, Mihály Laczay, und die Witwe von Graf Gyula Keglevich“ beauftragt hatte. |
| 1871      | Sárospatak                             | Ref. Kirche                                                            |                          | II/P    | 24       | Die einzige, in ihrem fast ursprünglichen Zustand erhaltene Mooser-Orgel in Ungarn. |
| 1877      | Gmunden                                | Ev. Kirche                                                             |                          | II/P    | 18       | |
| 1877      | Levoča                                 | St. Jakob                                                              |                          | III/P   | 32       | Den Vertrag zum Bau hatte Mooser 1864 unterzeichnet und sich verpflichtet, ihn bis Ende 1865 fertigzustellen. Seine Arbeiten dauerten aber zwölf Jahre, sodass sie erst am 27. Februar 1877 übergeben wurde. Dieses Instrument war sein letztes Werk. |